# Marguerite-Marie Farnèse
 (mai 2022).
Si vous disposez d'ouvrages ou d'articles de référence ou si vous connaissez des sites web de qualité traitant du thème abordé ici, merci de compléter l'article en donnant les références utiles à sa vérifiabilité et en les liant à la section « Notes et références ».
Marguerite-Marie Farnèse (24 novembre 1664 - 17 juin 1718) est une aristocrate italienne de la maison Farnèse. Elle est duchesse de Modène et de Reggio par mariage avec son cousin Francesco II d'Este.

## Biographie
Marguerite-Marie est l'aînée des enfants de Ranuce II Farnèse, duc de Parme, et de sa seconde épouse Isabelle d'Este. Sa mère meurt en 1666 après avoir donné naissance au prince héréditaire Édouard.
Son père avait déjà été marié à Marguerite-Yolande de Savoie mais le couple n'a eu aucun enfant survivant ; Marguerite-Marie est donc la première des enfants de Ranuce à survivre à la petite enfance.
Son père se remarie avec sa tante Maria d'Este avec qui il a neuf autres enfants dont François et Antoine Farnèse, les derniers ducs de Parme de la maison Farnèse.
Le 14 juillet 1692 à Parme, elle épouse son cousin Francesco II d'Este, duc de Modène, fils d'Alphonse IV d'Este et de Laure Martinozzi, nièce du cardinal Mazarin. Il est le frère de Marie de Modène, seconde épouse de Jacques II d'Angleterre. Le duc était auparavant fiancé avec la princesse Béatrice-Hiéronyme de Lorraine pour constituer une alliance franco-modénaise, mais le projet ne s'est pas concrétisé. Le couple n'a pas d'enfant, et Francesco décède en 1694. La duchesse douairière de Modène se retire à Parme où elle meurt à l'été 1718 au palais ducal de Colorno. Elle est inhumée en la basilique Santa Maria della Steccata.